# Qatar Stars League
Die Qatar Stars League (arabisch دوري نجوم قطر, DMG Daurī Nuǧūm Qaṭar) ist eine professionelle Fußballliga in Katar. Sie bildet zugleich die höchste Fußballliga des Landes. Seit 1963 wird die Liga mit häufig wechselnden Namen ausgetragen. Der erste Meister war Al-Maref, amtierender Meister der Saison 2021/22 ist der Al-Sadd SC, welcher auch mit 18 Titeln Rekordmeister ist.
In der Vergangenheit umfasste die Liga in der Regel zehn Mannschaften, ab der Saison 2009/10 wurde die Liga aufgestockt und mit zwölf Mannschaften ausgetragen, weshalb es in der zuvor beendeten Saison keinen sportlichen Absteiger gab. Zur Saison 2013/14 wurde die Liga um zwei weitere Mannschaften ergänzt, wodurch in der Vorsaison erneut kein Verein absteigen musste. Doch schon 2017 wurde sie wieder auf 12 Teams reduziert.

## Modus
Ausgetragen wird die Meisterschaft mit Hin- und Rückspielen, wobei jede Mannschaft zweimal gegeneinander antritt. Der Meister qualifiziert sich zusammen mit dem Gewinner des Emir of Qatar Cups für die AFC Champions League. Der letzte der Tabelle steigt in die zweite Liga ab.

## Vereine der Saison 2025/26
| Verein             | Stadt                | Stadion                       |
| ------------------ | -------------------- | ----------------------------- |
| al-Ahli SC         | Doha                 | Al-Ahli-Stadion               |
| al-Arabi SC        | Doha                 | Grand-Hamad-Stadion           |
| al-Duhail SC       | Doha                 | Abdullah-bin-Khalifa-Stadion  |
| al-Gharafa SC      | Doha                 | Al-Gharafa Stadium            |
| al-Khor SC (N)     | al-Chaur             | al-Khawr Stadium              |
| al-Rayyan SC       | Al-Rayyan            | Ahmed bin Ali Stadium         |
| al-Sadd SC         | Doha                 | Jassim-Bin-Hamad-Stadion      |
| Al-Shahania SC (N) | asch-Schahaniyya     | Grand-Hamad-Stadion           |
| al-Shamal SC       | Madīnat asch-Schamāl | Al-Shamal SC Stadium          |
| al-Wakrah SC       | Al-Wakra             | Saoud-bin-Abdulrahman-Stadion |
| Qatar SC           | Doha                 | Qatar SC Stadium              |
| Umm-Salal SC       | Umm Salal            | Al-Gharafa Stadium            |

## Bisherige Titelträger
- 1963/64: Al-Maref
- 1964/65: Al-Maref
- 1965/66: Al-Maref
- 1966/67: Al-Oruba
- 1967/68: Al-Oruba
- 1968/69: Al-Oruba
- 1969/70: Al-Oruba
- 1970/71: Al-Oruba
- 1971/72: Al-Sadd
- 1972/73: Al-Esteqlal
- 1973/74: Al-Sadd
- 1974/75: keine Meisterschaft
- 1975/76: Al-Rayyan
- 1976/77: Al-Esteqlal
- 1977/78: Al-Rayyan
- 1978/79: Al-Sadd
- 1979/80: Al-Sadd
- 1980/81: Al-Sadd
- 1981/82: Al-Rayyan
- 1982/83: Al-Arabi
- 1983/84: Al-Rayyan
- 1984/85: Al-Arabi
- 1985/86: Al-Rayyan
- 1986/87: Al-Sadd
- 1987/88: Al-Sadd
- 1988/89: Al-Sadd
- 1989/90: Al-Rayyan
- 1990/91: Al-Arabi
- 1991/92: Al-Ittihad
- 1992/93: Al-Arabi
- 1993/94: Al-Arabi
- 1994/95: Al-Rayyan
- 1995/96: Al-Arabi
- 1996/97: Al-Arabi
- 1997/98: Al-Ittihad
- 1998/99: Al-Wakrah SC
- 1999/2000: Al-Sadd
- 2000/01: Al-Wakrah SC
- 2001/02: Al-Ittihad
- 2002/03: Qatar Sports Club
- 2003/04: Al-Sadd
- 2004/05: Al-Gharafa
- 2005/06: Al-Sadd
- 2006/07: Al-Sadd
- 2007/08: Al-Gharafa
- 2008/09: Al-Gharafa
- 2009/10: Al-Gharafa
- 2010/11: Al-Duhail SC
- 2011/12: Al-Duhail SC
- 2012/13: Al-Sadd
- 2013/14: Al-Duhail SC
- 2014/15: Al-Duhail SC
- 2015/16: al-Rayyan SC
- 2016/17: Al-Duhail SC
- 2017/18: Al-Duhail SC
- 2018/19: Al-Sadd
- 2019/20: Al-Duhail SC
- 2020/21: Al-Sadd
- 2021/22: Al-Sadd
- 2022/23: al-Duhail SC
- 2023/24: Al-Sadd
- 2024/25: Al-Sadd